# شهرستان شکوتوفسکی
شهرستان شکوتوفسکی (به لاتین: Shkotovsky District) یک شهرستان در روسیه است که در سرزمین پریمورسکی واقع شده‌است.